# درافا

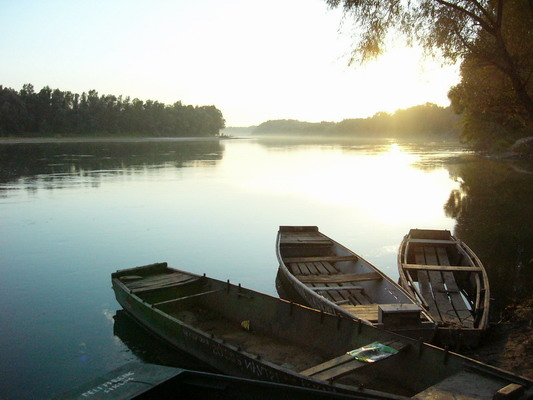
منظر للنهر في درافسابلوكس, هنغاريا

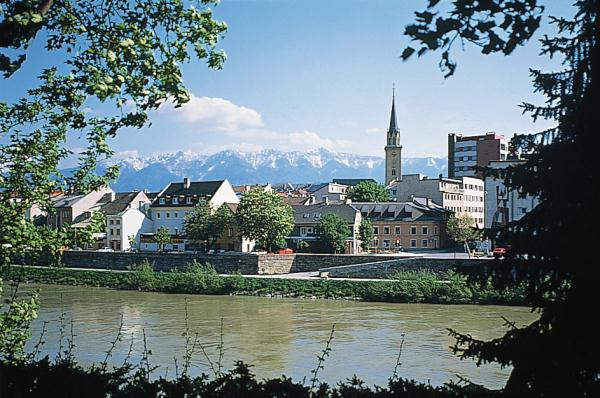
منظر للنهر في فيلاخ, النمسا

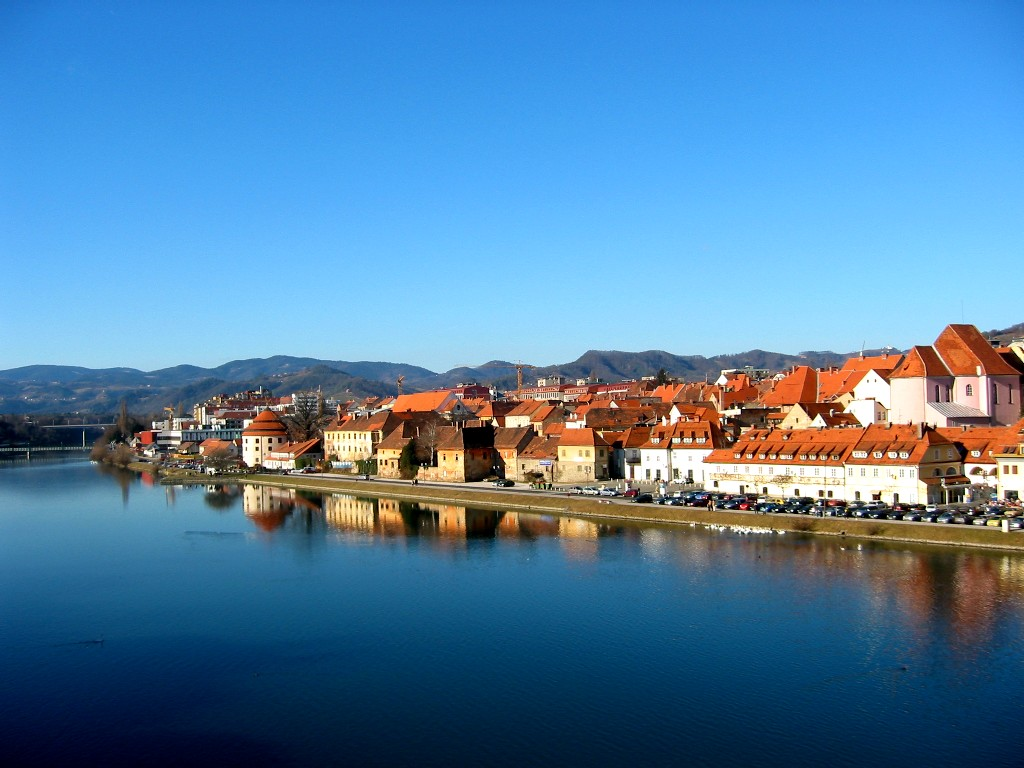
منظر للنهر في ماريبور, سلوفينيا

نهر درافا (بالألمانية: Drau) ( بالسلوفينية والكرواتية: Drava) (بالهنغارية: Dráva) من أهم أنهار وسط أوروبا، ينبع من شمال إيطاليا قرب مدينة توبلاك، ويمر في النمسا، وسلوفينيا، وكرواتيا ويُشكل حدود كرواتيا مع المجر قبل أن يرفد الدانوب عند مدينة أوسييك الكرواتية بطول 749 كم.